# Chrysopilus basilaris
Chrysopilus basilaris är en tvåvingeart som först beskrevs av Thomas Say 1823.  Chrysopilus basilaris ingår i släktet Chrysopilus och familjen snäppflugor. Inga underarter finns listade i Catalogue of Life.